# Sisakos gyöngytyúk
A sisakos gyöngytyúk (Numida meleagris) a madarak (Aves) osztályának a tyúkalakúak (Galliformes) rendjébe, ezen belül a gyöngytyúkfélék (Numididae) családjába tartozó Numida nem egyetlen faja.
A sisakos gyöngytyúk a háziasított gyöngytyúk vad őse.
A faj feje csupasz és jellegzetes bélyege a feje tetején levő „sisak”, melyről nevét is kapta

## Elterjedése, élőhelye
Afrikában a Szaharától délre sokfelé előfordul.
Egy elkülönült populációja élt egykor Marokkó déli részén is, de ez mára kihalt. Az Arab-félszigeten élő madarak valószínűleg betelepítettek, meghonosításuk valamikor az ókorban lehetett.
A faj a háziasított gyöngytyúk őse. Afrikában már nagyon régóta háziasított madárnak számít. Az Afrikát felkereső arab kereskedők már régóta meghonosították sokfelé. Ilyen korai meghonosításból származó madarak élnek ma Madagaszkár szigetén és sok szigeten Afrika partvidéke mentén, ahová a vadon élő madarak gyenge röpképességük miatt maguktól nem jutottak volna el.
A későbbi korokban is sokfelé betelepítették. Ezek java része fogságból megszökött háziasított gyöngytyúkoktól származik, melyek aztán újra elvadultak. Ilyen egyedek élnek a karibi szigetvilág sok szigetén, a Hawaii szigeteken és Franciaország déli részén is.
Nyílt és száraz jellegű szavannákon él elsősorban, de jól alkalmazkodik a mezőgazdasági vidékekhez is.

## Alfajai
- Numida meleagris coronatus Gurney, 1868
- Numida meleagris galeatus Pallas, 1767
- Numida meleagris marungensis Schalow, 1884
- Numida meleagris meleagris (Linnaeus, 1758)
- Numida meleagris mitratus Pallas, 1767
- Numida meleagris papillosus Reichenow, 1894
- Numida meleagris reichenowi Ogilvie-Grant, 1894
- Numida meleagris sabyi Hartert, 1919
- Numida meleagris somaliensis Neumann, 1899

## Megjelenése
Testhossza 53-58 centiméter, testtömege 1,1-1,3 kilogramm. Tollazata szürkés színű, melyet jellegzetes fehér pettyek borítanak. Csupasz fején csontos sisak látható.

## Életmódja
E madár társas lény és a talajon él. Tápláléka magvak és más növényi részek, bogyók és rovarok.

## Szaporodása
A költési időszak, az esőktől függően, rendszerint júniusban és a decembertől januárig terjedő időszakban van. A fészek egy talajmélyedésből áll. Egy fészekaljban 15-20 krémszínű vagy halványbarna tojás van, ezeken csak a tojó kotlik 25-28 napíg. Mindjárt kikelés után a fiókák elhagyják a fészket. Amint a fiatalok eléggé megerősödnek, a tojó visszatér velük a csapatba. A fiókáknak 14 napos korukban fejlődnek ki az evezőtollaik. A szabad természetben akár 12 évig is elélhet.

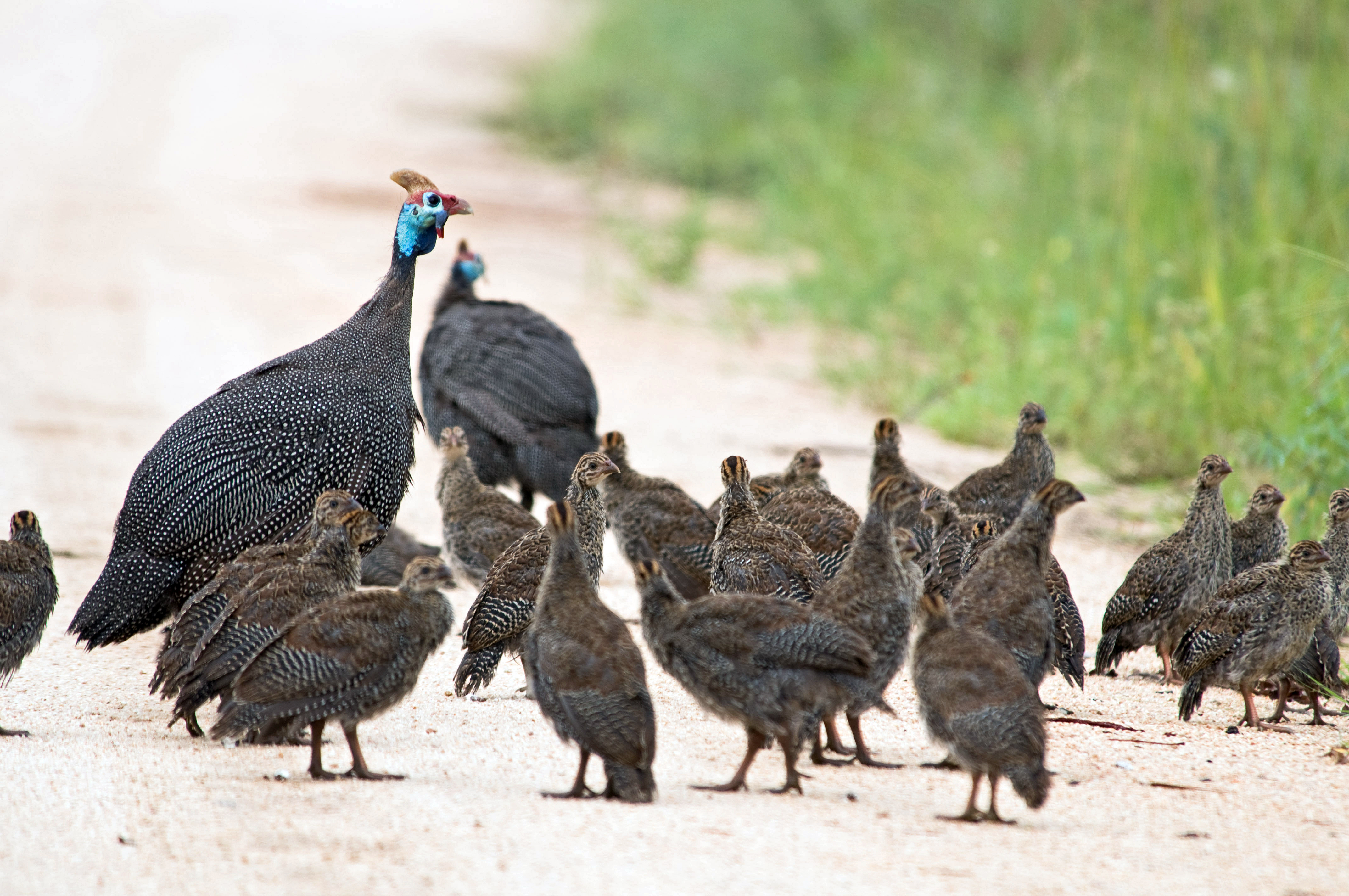
Sisakosgyöngytyúk-pár csibéivel

## Természetvédelmi helyzete
A sisakos gyöngytyúk Afrika szavannáin nagyon elterjedt faj. A Természetvédelmi Világszövetség becslése szerint vadon 1-2,5 millió példánya élhet.

## Képek

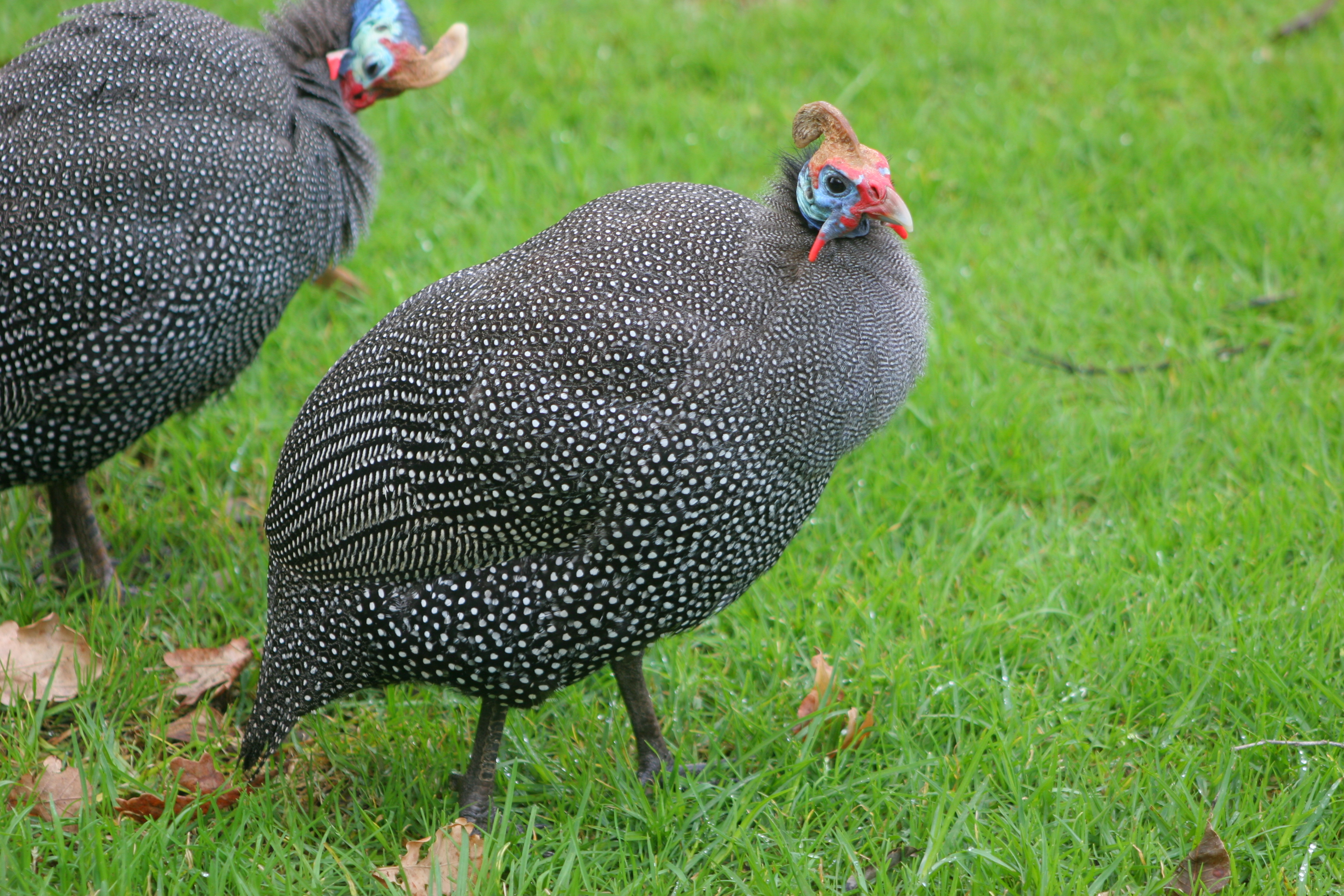
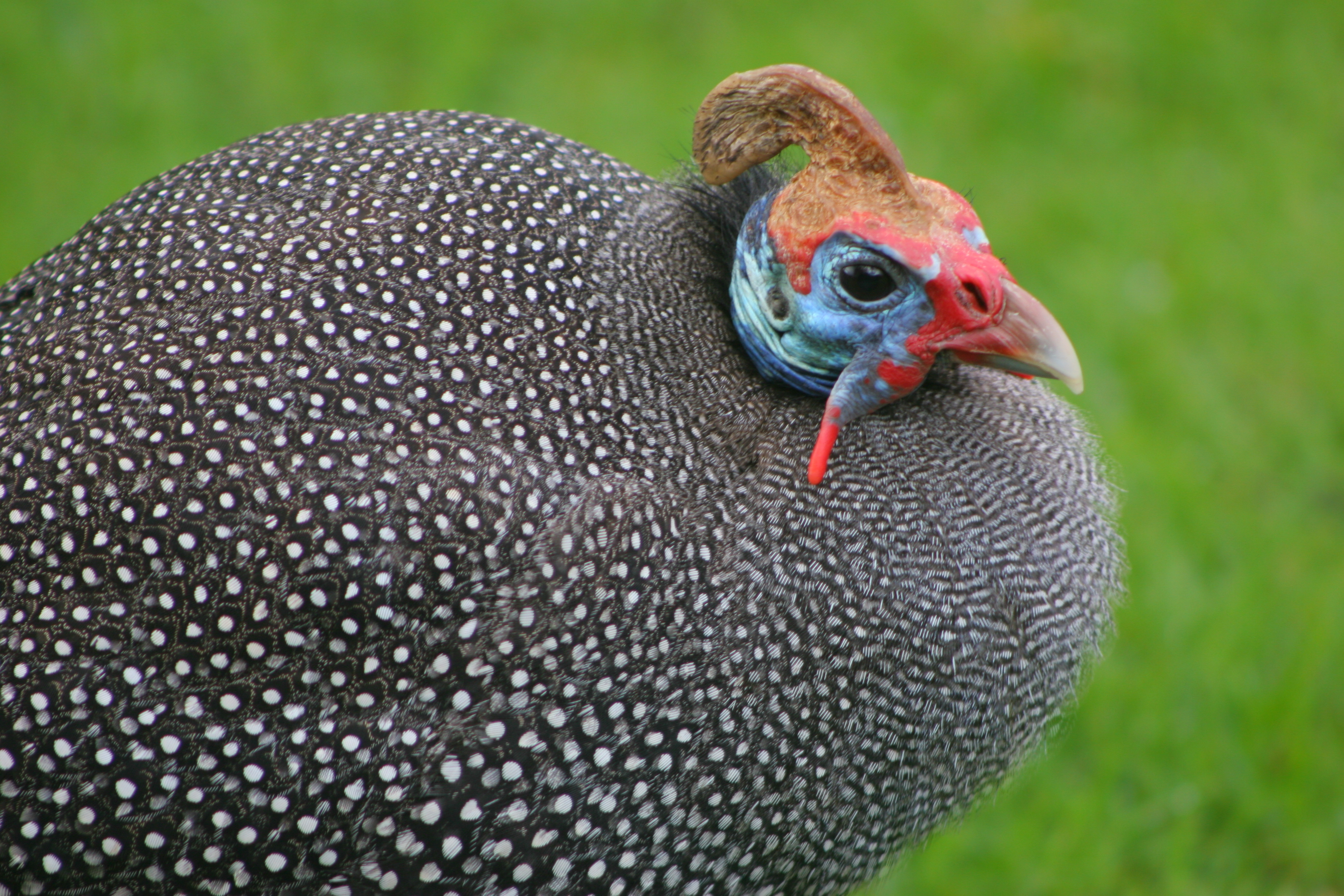
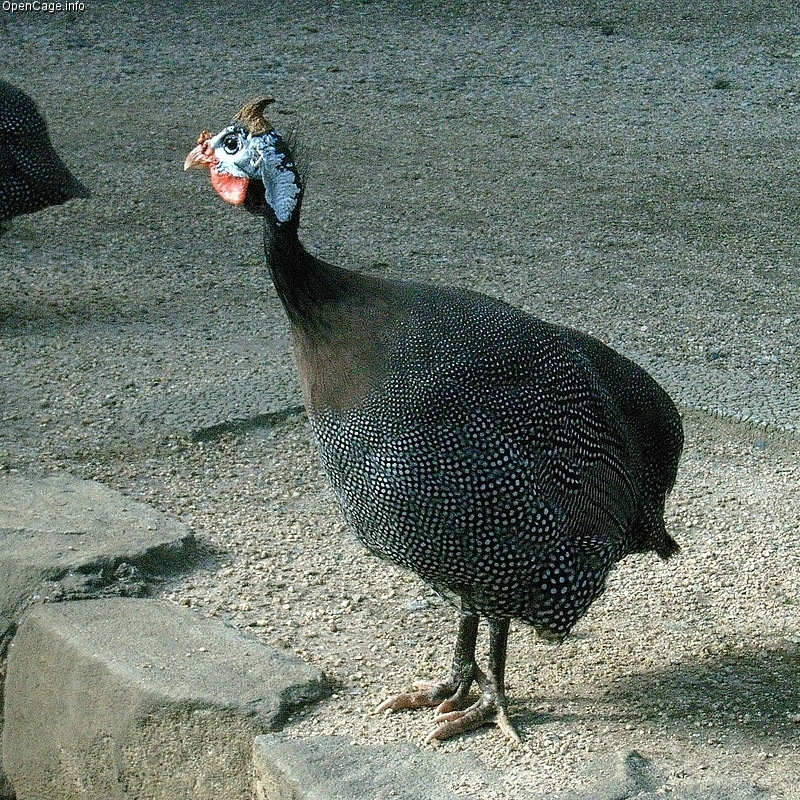
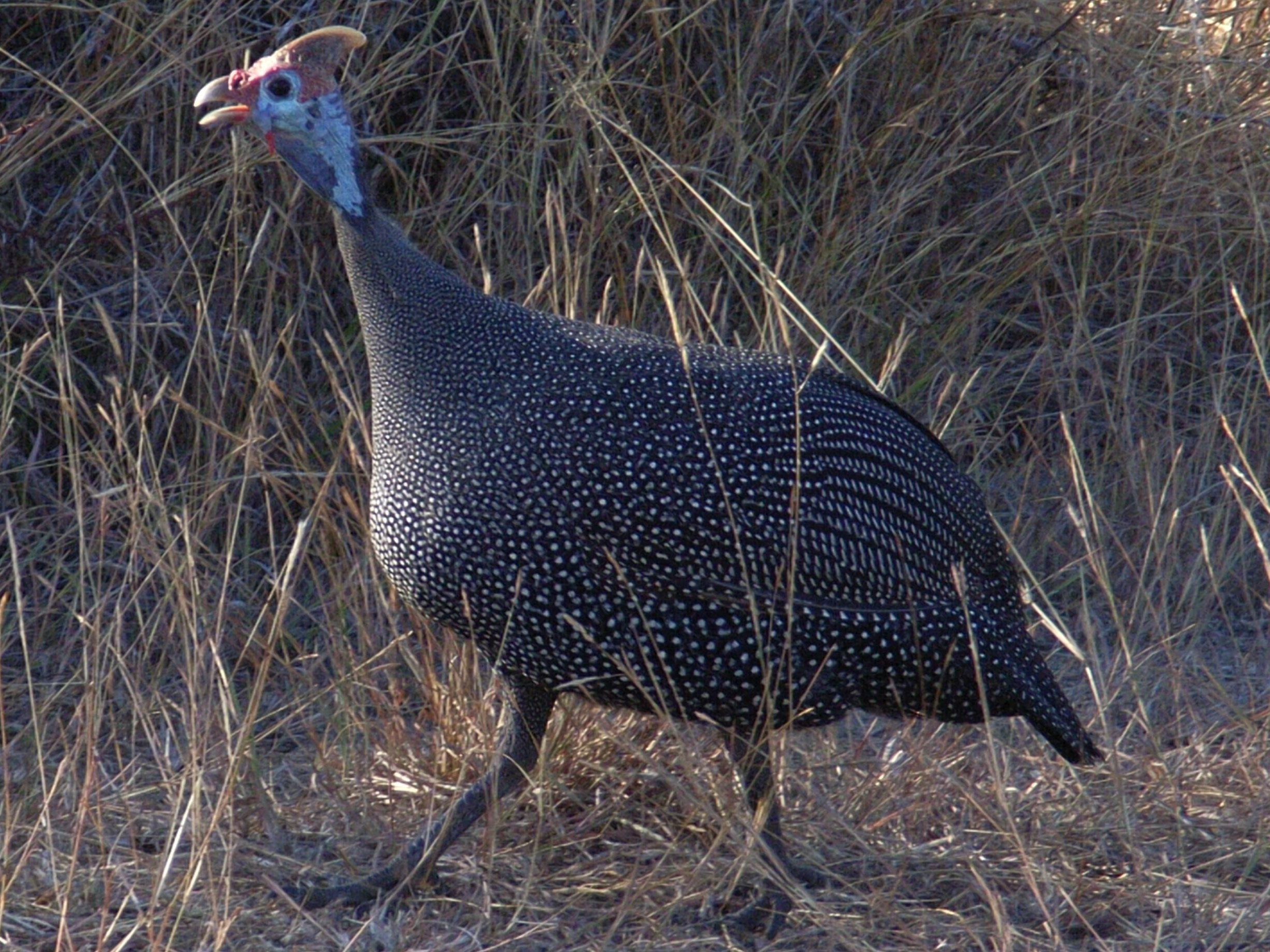

## Fordítás
- Ez a szócikk részben vagy egészben  a   Helmeted Guineafowl című angol Wikipédia-szócikk ezen változatának fordításán alapul.  Az eredeti cikk szerkesztőit annak laptörténete sorolja fel. Ez a jelzés csupán a megfogalmazás eredetét és a szerzői jogokat jelzi, nem szolgál a cikkben szereplő információk forrásmegjelöléseként.